# Chaintrix-Bierges
Chaintrix-Bierges település Franciaországban, Marne megyében. Lakosainak száma 344 fő (2022. január 1.). Chaintrix-Bierges Trécon, Vélye, Villeneuve-Renneville-Chevigny és Vouzy községekkel határos.

## Népesség
A település népességének változása:
| Lakosok száma | 208  | 217  | 243  | 245  | 317  | 323  | 329  | 336  | 341  | 344  |
|               | 1968 | 1982 | 1990 | 2006 | 2013 | 2015 | 2017 | 2019 | 2020 | 2022 |